# コモン・クロール
コモン・クロール（英語: Common Crawl）は、非営利団体、501(c)団体の一つで、クローラ事業を行い、そのアーカイブとデータセットを自由提供している。コモン・クロールのウェブアーカイブは主に、2011年以降に収集された数PBのデータで構成されている。通常、毎月クロールを行っている。
コモン・クロールはジル・エルバズによって設立された。顧問には、ピーター・ノーヴィグと伊藤穰一が含まれる。クロールする上では、Nofollowおよびrobots.txtポリシーを尊重する。データセットを処理するためのソースコードも公開されている。
データセットには著作権で保護された作品が含まれており、それらはフェアユースに基づいたうえでアメリカ合衆国から提供されている。他国の研究者は、文章をシャッフルしたり、共通のデータセットを参照したりするなどして、他国の著作権法を回避している。

## 歴史
2012年、Amazon Web Servicesによってクロールを開始。
同年7月に、メタデータファイルとクローラーのテキスト出力を.arcファイルでリリースした。そのため、以前は.arcのファイルしか含まれていなかった。
2012年12月、blekkoは2012年2月から10月までに実施したクロールでのメタデータをコモン・クロールの検索エンジンに寄付した。寄付されたデータは、「スパム、ポルノ、過度すぎる検索エンジン最適化の影響を回避しながらクロールを改善する」のに役立つ結果になった。
2013年、カスタムクローラーの代わりにApacheソフトウェア財団のNutchクローラーの使用を開始。2013年11月のクロールから、従来の.arcファイルの使用からWeb ARChive形式に切り替えられた。
コモン・クロールのフィルタリングバージョンは、2020年に発表されたOpenAIのGPT-3の学習モデルに使用された。
データを使用する際の課題の1つは、膨大な量のウェブデータがあるにもかかわらず、その一部のみがより良く文書化してしまうことである。これにより、コモン・クロールのデータを使用するプロジェクトの問題を診断しようとすると、課題が発生する可能性がある。解決策としては、すべてのデータセットに、その動機、構成、収集プロセス、および推奨される用途を文書化したデータシートを添付することである。

## ノーヴィグ・ウェブデータサイエンス賞
SURFnetとの協力で、コモン・クロールはノーヴィグ・ウェブデータサイエンス賞を後援している。これはベネルクスの学生、研究者に開かれたコンテストである。